# Солонянський район
Солоня́нський райо́н — колишній район, що був розташований на півдні центральної частини Дніпропетровської області України. Адміністративний центр — селище міського типу Солоне. Населення становило ▼ 38 785 (на 1.04.2016).

## Географія
До 2020 року межував з Томаківським, Нікопольським, Софіївським, Криничанським, Дніпровським, Синельниківським районами та Запорізьким районом Запорізької області.
На території району протікають річки Дніпро, Грушівка, Мокра Сура, Суха Сура, Комишувата, Солона та інші малі річки. З корисних копалин є родовища силікатних нікелевих руд, будматеріалів (глина, граніт, бут, щебінь, камінь будівельний) та бурого вугілля.

## Історія
Проти села Микільське-на-Дніпрі був один з дев'яти дніпровських порогів — Ненаситець. Його довжина була 499 м, а висота падіння води — 4,78 м. Окрім Ненаситця, на території району також знаходилися пороги Вовнізький і Будильський, затоплені 1932 року водами Дніпра.
Вище Ненаситця знаходився могильник епохи неоліту. На Дніпрових порогах 972 року у нерівному бою з печенігами загинув Київський князь Святослав Ігорович. На березі Славути, у Микільському-на-Дніпрі навпроти порогів 1912 року встановлено чавунну плиту на честь загибелі князя на порогах. Спершу на валуні поміщалася невисока колонна, увінчана вазою. Рішення про спорудження пам'ятника прийняв Одеський відділ Військово-історичного товариства в лютому 1912 року.
Поблизу села Любимівка магніторозвідкою виявлено декілька поселень гончарів з  18 печами для обпалювання глиняного посуду (VII ст. н. е.). Одна з них нині зберігається в історичному музеї ім. Д. Яворницького в м. Дніпрі.
Поблизу с. Башмачка археологи виявили городище - пам'ятку черняхівської культури, яка датується 3-4 століттями. Поблизу Башмачки розкопано також курганне поховання "князівського" рангу.
У Сурсько-Михайлівці жив і похований запорозький козак-довгожитель Микита Леонтійович Корж (1731-1835). Протягом трьох років спогади старого козака про Запорозьку Січ записував архієпископ Гавриїл (Розанов). 1842 року він видав ці спогади в Одесі окремою книжкою. Також спогади М. Коржа записував український письменник Олекса Стороженко. Це - дуже цінне джерело з історії Запорізької Січи, на яке постійно посилались академік Дм. Яворницький та інші історики запорізького козацтва. Декілька років тому в селі відкрито народний музей Микити Коржа, який підтримує районна влада.
До ліквідації Запорізької Січи (1775) територія району відносилася до Кодацької паланки Вольностей Війська Запорозького Низового. У 1783-1917 ці землі входили до складу Катеринославського повіту. Солонянський район створений у 1923 році.

## Адміністративний устрій
Район адміністративно-територіально поділявся на 2 селищні ради та 18 сільських рад, які об'єднують 106 населених пунктів та підпорядковані Солонянській районній раді. Адміністративний центр — смт Солоне.

### Поселення
| Поселення            | 1886 рік | 1989 рік | 2001 рік |
| -------------------- | -------- | -------- | -------- |
| 5000-9999            |          |          |          |
| Солоне               | 735      | 7400     | 7428     |
| 2000-4999            |          |          |          |
| Сурсько-Михайлівка   | 2008     | 2800     | 2552     |
| Новопокровка         | 979      | 2600     | 2171     |
| 1000-1999            |          |          |          |
| Аполлонівка          |          | 1700     | 1466     |
| Башмачка             | 202      | 1300     | 1421     |
| Надіївка             |          | 1400     | 1170     |
| Привільне            | 617      | 1400     | 1131     |
| Василівка            |          | 1200     | 1128     |
| 500-999              |          |          |          |
| Святовасилівка       |          | 980      | 966      |
| Військове            | 720      | 1200     | 949      |
| Олександропіль       |          | 940      | 910      |
| Микільське-на-Дніпрі | 522      | 760      | 887      |
| Петриківка           |          | 860      | 818      |
| Широке               | 956      | 890      | 789      |
| Березнуватівка       | 312      | 780      | 734      |
| Кам'яне              |          | 590      | 580      |
| Павлівка             | 123      | 800      | 544      |
| Письмечеве           |          | 430      | 525      |
| Калинівка            |          | 490      | 506      |
| Тритузне             |          | 500      | 505      |
| Промінь              |          | 470      | 497      |

### Поселення зняті з обліку
28 липня 1988 року знято з обліку село Вишневе Солонянської селищної Ради.
21 січня 1987 року знято з обліку села Новогригорівка Привільнянської сільради, Південне Новомар'ївської сільради і Перше Травня Новопокровської селищної Ради.

## Населення
Розподіл населення за віком та статтю (2001):
| Стать | Всього | До 15 років | 15-24 | 25-44 | 45-64 | 65-85 | Понад 85 |
| --- | ------ | ----------- | ----- | ----- | ----- | ----- | -------- |
| Чоловіки | 19 835 | 4016        | 2657  | 6029  | 4765  | 2259  | 109      |
| Жінки | 22 665 | 3872        | 2445  | 5727  | 5817  | 4333  | 471      |
| \| Статево-вікова піраміда \| Статево-вікова піраміда \| Статево-вікова піраміда \| \| ----------------------- \| ----------------------- \| ----------------------- \| \| Чоловіки \| Вік \| Жінки \| \| 109 \| 85 + \| 471 \| \| 103 \| 80-84 \| 476 \| \| 383 \| 75-79 \| 1061 \| \| 841 \| 70-74 \| 1486 \| \| 932 \| 65-69 \| 1310 \| \| 1600 \| 60-64 \| 2316 \| \| 797 \| 55-59 \| 1037 \| \| 1094 \| 50-54 \| 1207 \| \| 1274 \| 45-49 \| 1257 \| \| 1704 \| 40-44 \| 1510 \| \| 1543 \| 35-39 \| 1499 \| \| 1476 \| 30-34 \| 1404 \| \| 1306 \| 25-29 \| 1314 \| \| 1218 \| 20-24 \| 1073 \| \| 1439 \| 15-20 \| 1372 \| \| 1798 \| 10-14 \| 1720 \| \| 1254 \| 5-9 \| 1290 \| \| 964 \| 0-4 \| 862 \| |        |             |       |       |       |       |          |
| Статево-вікова піраміда |        |             |       |       |       |       |          |
| Чоловіки | Вік    | Жінки       |       |       |       |       |          |
| 109 | 85 +   | 471         |       |       |       |       |          |
| 103 | 80-84  | 476         |       |       |       |       |          |
| 383 | 75-79  | 1061        |       |       |       |       |          |
| 841 | 70-74  | 1486        |       |       |       |       |          |
| 932 | 65-69  | 1310        |       |       |       |       |          |
| 1600 | 60-64  | 2316        |       |       |       |       |          |
| 797 | 55-59  | 1037        |       |       |       |       |          |
| 1094 | 50-54  | 1207        |       |       |       |       |          |
| 1274 | 45-49  | 1257        |       |       |       |       |          |
| 1704 | 40-44  | 1510        |       |       |       |       |          |
| 1543 | 35-39  | 1499        |       |       |       |       |          |
| 1476 | 30-34  | 1404        |       |       |       |       |          |
| 1306 | 25-29  | 1314        |       |       |       |       |          |
| 1218 | 20-24  | 1073        |       |       |       |       |          |
| 1439 | 15-20  | 1372        |       |       |       |       |          |
| 1798 | 10-14  | 1720        |       |       |       |       |          |
| 1254 | 5-9    | 1290        |       |       |       |       |          |
| 964 | 0-4    | 862         |       |       |       |       |          |

За переписом 2001 року розподіл мешканців району за рідною мовою був наступним:
- українська — 92,66 %
- російська — 6,37 %
- вірменська — 0,23 %
- білоруська — 0,22 %
- молдовська — 0,18 %

За даними Головного управління статистики в Дніпропетровській області кількість населення в районі на 1 лютого 2011 року становила 39 649 осіб.
Станом на січень 2015 року тут мешкало 38 980 осіб, з них міського населення — 9 570, сільського — 29 410 осіб.

## Економіка
Основною галуззю в районі було сільськогосподарське виробництво.
Провідними сільськогосподарськими підприємствами району є: СТОВ «Агрос», ТОВ «Солонянський завод Агрополімердеталь», СТОВ «Гайдамацьке», ТОВ ВКФ «Укрсільгосппром», СТОВ «Лугівське».
На території району розташовані три промислових підприємства: ТОВ «Завод Полімердеталь», ВАТ «Солонянський молокозавод» та Солонянська виправна колонія. В агропромисловому комплексі району функціонують 47 сільськогосподарських товариств, 221 фермерське господарство, особистих селянських господарств — 2433.
Кількість підприємств малого бізнесу становить 94 одиниць, частка податкових надходжень від діяльності малого підприємництва становить 11,7% від загального обсягу податкових надходжень.
Із корисних копалин є родовища силікатних нікелевих руд, будматеріалів (глина, граніт, бут, щебінь, камінь будівельний) та бурого вугілля.

## Транспорт
Територією району проходили такі автошляхи Н08, Р80, Т 0420, Т 0432 та Т 0444.
Районом проходила залізнична лінія Зустрічний — Апостолове. Три залізничні станції: Незабудине, Привільне та Рясна.
Зупинні пункти: 238 км, 242 км, 252 км, 253 км, 257 км, 263 км, 277 км, 298 км та 303 км.

## Соціальна сфера

### Освіта
Для повного забезпечення освітніх послуг на території району діяли 34 загальноосвітні установи освіти, в тому числі гімназія та аграрно-професійний ліцей. Крім цього 5 вечірніх шкіл, 23 дошкільні установи. Працювали дві позашкільні установи: Будинок творчості школярів, що охоплює 41 гурток, в яких займається 758 дітей; ДЮСШ, де організовано 26 спортивних секцій для 305 підлітків.

### Культура
Своєрідною візитною карткою району є пам'ятка історії культури XIX століття — будинок братів Бергманів, розташований в центрі селища Солоне. В ньому міститься музей історії Солонянського району, працює виставка народної творчості, персональні виставки народних умільців. Основний фонд музею становить — 2580 музейних предметів
У 2003 році в районі відкрито художню галерею, де представлено понад 86 картин художників Солонянського району Г. Соя-Смірнова, І. М. Гончаренко, В. В. Білого, І. М. Халуса.
В селищі Новопокровка працює театр, який у 1967 році отримав звання народного. Творчий потенціал району представлений 18 танцювальними колективами, серед яких — лауреат міжнародних фестивалів хореографічного мистецтва у Севастополі, лауреат обласних, районних фестивалів народної творчості танцювальний колектив селища Солоного «Веселка» і танцювальний колектив Сурсько-Михайлівського Будинку культури «Посмішка».
На території Солонянського району активно діють 161 клубних закладів в яких працює 1681 культпрацівників. Протягом останніх років в районі проводяться фестивалі народної творчості, в яких щорічно беруть участь 148 колективів художньої самодіяльності, з них 3 аматорських колективи носять почесне звання «Народний». До центральної бібліотечної системи входять 36 бібліотек, книжковий фонд становить 333600 примірників. На території Солонянського району знаходяться 116 пам'яток історії, з них — 27 монументального мистецтва.

### Спорт
Мережа спортивних споруд дає можливість проведення фізкультурно-оздоровчої та спортивної роботи: до послуг мешканців району 2 стадіони, 32 спортивні зали. Усіма видами фізкультурно-оздоровчої та спортивної роботи охоплено 11550 осіб.
За місцем проживання відкрито 2 нових дитячо-підліткових клуби, залучено до занять фізкультурою і спортом на пільгових умовах 78 дітей-сиріт, 45 дітей-інвалідів, 1795 дітей з багатодітних та малозабезпечених сімей.

### Охорона здоров'я
Медична допомога населенню Солонянського району надається Центральною районною лікарнею, Новопокровською міською лікарнею, 5 сільськими лікарськими амбулаторіями та 46 ФАПами.

## Політика
25 травня 2014 року відбулися Президентські вибори України. У межах Солонянського району було створено 40 виборчих дільниць. Явка на виборах складала — 55,88 % (проголосували 17 560 із 31 427 виборців). Найбільшу кількість голосів отримав Петро Порошенко — 41,70 % (7 323 виборців); Юлія Тимошенко — 13,96 % (2 452 виборців), Сергій Тігіпко — 10,52 % (1 848 виборців), Олег Ляшко — 7,25 % (1 273 виборців), Анатолій Гриценко — 6,50 % (1 142 виборців). Решта кандидатів набрали меншу кількість голосів. Кількість недійсних або зіпсованих бюлетенів — 2,19 %.